# Wyspy Anambas
Wyspy Anambas (indonez. Kepulauan Anambas) – archipelag na Morzu Południowochińskim, około 300 km na północny wschód od Singapuru; wchodzi w skład prowincji Wyspy Riau, część Indonezji.
Główne wyspy archipelagu:
- Bajau (3°08′N 106°23′E/3,133333 106,383333)
- Jemaja (2°57′N 105°45′E/2,950000 105,750000)
- Matak (3°20′N 106°17′E/3,333333 106,283333)
- Siantan (3°09′N 106°13′E/3,150000 106,216667)

Główne miejscowości: Letung, Tarempah, Tobong. Eksploatacja bogatych złóż gazu ziemnego; także (badane dopiero) złoża ropy naftowej; rybołówstwo; turystyka (gł. nurkowanie).